# Avdon
Avdon (hebrejsky עַבְדּוֹן, v oficiálním přepisu do angličtiny Avdon) je vesnice typu mošav v Izraeli, v Severním distriktu, v Oblastní radě Ma'ale Josef.

## Geografie
Leží v nadmořské výšce 173 metrů, v hornaté oblasti na západních svazích Horní Galileji, cca 7 kilometrů od břehů Středozemního moře a 5 kilometrů od libanonských hranic. Jižně od vesnice protéká hlubokým údolím vádí Nachal Kaziv. Na sever a severozápad se rozkládá mírně zvlněná a částečně zalesněná krajina členěná několika pahorky jako Giv'at Ezov a Tel Avdon. Výrazná převaha lesních porostů je pak na severovýchod od vesnice, kudy protéká vádí Nachal Cuva.
Obec se nachází cca 8 kilometrů severovýchodně od města Naharija, cca 113 kilometrů severoseverovýchodně od centra Tel Avivu a cca 30 kilometrů severovýchodně od centra Haify. Avdon obývají Židé, přičemž osídlení v tomto regionu je převážně židovské. Zcela židovská je oblast západně odtud, v Izraelské pobřežní planině, i na severní straně při hranicích s Libanonem. Na jižní a východní straně začíná území s vyšším podílem obcí, které obývají izraelští Arabové.
Avdon je na dopravní síť napojen pomocí místní komunikace, která na západě ústí do dálnice číslo 70 a na východě vede do dalších vesnic (Ja'ara a Goren).

## Dějiny
Avdon byl založen v roce 1952. Navazuje na stejnojmenné město Abdón zmiňované v Bibli, Kniha Jozue 21,30 Zakladateli osady byla skupina židovských přistěhovalců z Tuniska a Íránu. Původně se nová osada nazývala כפר עבדון - Kfar Avdon. Zpočátku šlo o provizorní pracovní komunitu, která zde prováděla lesnické práce a připravovala lokalitu na výstavbu trvalé osady.
V obcí fungují zařízení předškolní péče, základní škola je ve vesnici Becet. K dispozici je tu synagoga a sportovní areály.

## Demografie
Obyvatelstvo mošavu Avdon je smíšené, tedy sekulární i nábožensky orientované. Podle údajů z roku 2014 tvořili naprostou většinu obyvatel v Avdon Židé (včetně statistické kategorie "ostatní", která zahrnuje nearabské obyvatele židovského původu ale bez formální příslušnosti k židovskému náboženství).
Jde o menší sídlo vesnického typu s dlouhodobě rostoucí populací. K 31. prosinci 2014 zde žilo 577 lidí. Během roku 2014 populace stoupla o 4,3 %.
| Rok            | 1961 | 1972 | 1983 | 1995 | 2001 | 2003 | 2004 | 2005 | 2006 | 2007 | 2008 | 2009 | 2010 | 2011 | 2012 | 2013 | 2014 |
| -------------- | ---- | ---- | ---- | ---- | ---- | ---- | ---- | ---- | ---- | ---- | ---- | ---- | ---- | ---- | ---- | ---- | ---- |
| Počet obyvatel | 299  | 276  | 355  | 417  | 466  | 470  | 474  | 475  | 471  | 477  | 481  | 462  | 471  | 509  | 533  | 553  | 577  |